# 小行星35364
小行星35364（35364 Donaldpray）是一颗绕太阳运转的小行星，为主小行星带小行星。该小行星于1997年10月21日发现。

## 轨道参数
小行星35364的轨道半长轴为2.2484151 UA，离心率为0.077。